# López Chico
José López, alias "López Chico" (Misiones Orientales, ca. 1790 - Provincia de Entre Ríos, julio de 1840) fue un militar argentino de origen indígena guaraní, que participó en la guerra de la independencia  y las guerras civiles de su país en la primera mitad del siglo XIX.

## Biografía
Era un indígena guaraní puro que sabía leer y escribir; con su familia emigró a las Misiones Centrales, hoy repartidas entre las provincias de Misiones y Corrientes, cuando su región fue invadida por los portugueses en 1801.
Se unió a las fuerzas del general José Artigas en la Banda Oriental en 1811, y luchó en las batallas de San José y Las Piedras. Se unió al sitio de Montevideo, y más tarde fue uno de los mejores oficiales de las campañas de Andrés Guazurary contra los portugueses. Participó como jefe de la caballería misionera en la combate Saladas, que permitió a los misioneros ocupar Corrientes en 1818.
Permaneció fiel a Artigas, incluso cuando éste ya huía, derrotado por Francisco Ramírez, a finales de 1820; dirigió las fuerzas de Artigas en el combate de Sauce de Luna, una de las varias derrotas que le causó Ramírez. Lo acompañó hasta la frontera norte de Corrientes, y sólo cuando Artigas pasó al Paraguay, volvió con sus hombres y se entregó al gobierno correntino.
Se instaló en Esquina, provincia de Corrientes, y se dedicó sobre todo a la defensa del sudoeste de esa provincia contra las incursiones indígenas desde el Chaco.
Cuando se estaba formando el ejército que haría la campaña de la Guerra del Brasil, el gobierno lo puso al mando de las fuerzas de caballería correntinas, pero éstas se negaron a combatir a órdenes de un indígena, y se sublevaron en Curuzú Cuatiá. Más tarde, cuando fuerzas brasileñas invadieron el sudeste de Corrientes, López Chico y Rafael León de Atienza los vencieron en Tuyuné y Curuzú Cuatiá, y los expulsaron al este del río Uruguay.
En 1828 cruzó el río Uruguay en ayuda del coronel Manuel Oribe, que estaba persiguiendo a Fructuoso Rivera, de quien se sospechaba que se uniera a los brasileños. Pero -a cambio de 10.000 vacunos- se unió a Rivera, a quien ayudó a completar la conquista de las Misiones Orientales. Regresó a Corrientes cuando el tratado de paz de ese año le devolvió la región al Brasil. Permaneció en el ejército correntino hasta su muerte.
En 1833 enfrentó al ejército paraguayo durante una corta y confusa campaña, en la que logró expulsarlo de Misiones.
Fue el jefe de una de las divisiones de caballería del gobernador correntino Genaro Berón de Astrada en la terrible derrota de Pago Largo, en 1838, en el primer alzamiento correntino contra Juan Manuel de Rosas. Huyó a los montes del noreste de su provincia y se ocultó algunos meses.
En 1839 se unió al ejército con el que el general Juan Lavalle invadió Entre Ríos, poco después de la batalla de Yeruá. Cuando Pedro Ferré tomó el poder en Corrientes, lo destinó al ejército formado por Lavalle, con el que éste invadió Entre Ríos, sin saber que los llevaban a luchar a Buenos Aires.
Luchó en la batalla de Don Cristóbal, victoria de Lavalle, pero fue seriamente herido por una bala de cañón junto a su ayudante de campo, el teniente coronel Carlos Anzoátegui. Murió de sus heridas en julio de 1840, cerca de Paraná.